# هپل
هپل (به انگلیسی: Hepple) یک روستا و محله مدنی در بریتانیا است که در نورث‌آمبرلند واقع شده‌است. هپل ۱۴۴ نفر جمعیت دارد.